# Laura Amelia Guzmán
Laura Amelia Guzmán (Santo Domingo, República Dominicana,1980) es una cineasta, productora y guionista reconocida internacionalmente. Junto con su esposo, Israel Cárdenas, dirigen la productora Aurora Dominicana.

## Trayectoria
Laura Amelia Guzmán se trasladó a vivir en el 2004 a México tras haber trabajado en algunas producciones. 
Desde 2007 trabaja con su esposo Israel Cárdenas produciendo diferentes proyectos, videos musicales, comerciales de televisión, documentales y cortometrajes. Juntos tienen la productora Aurora Dominicana y comparten créditos del guion, fotografía, producción y dirección en Cochochi, su primer largometraje, Jean Gentil, el documental Carmita y la ficción Dólares de Arena.
Ha cocreado unos 7 largometrajes junto a su pareja escribe y dirige documentales que hablan de distintos contextos sociales. En 2023 ha estrenado como productora Croma Kid y el primer largometraje como directora única La hembrita.

## Filmografía
| Título                 | Año  | Rol                                           | Nota         |
| ---------------------- | ---- | --------------------------------------------- | ------------ |
| La Frontera            | 2003 | Fotografía                                    | Cortometraje |
| Hijo de Tigre          | 2004 | Fotografía                                    | Cortometraje |
| Antesala               | 2006 | Fotografía                                    | Documental   |
| Cochochi               | 2007 | Directora, productora, guionista y fotografía | Largometraje |
| Jean Gentil            | 2010 | Directora, productora, guionista y fotografía | Largometraje |
| Ocaso                  | 2010 | Productora                                    | Documental   |
| Carmita                | 2013 | Codirectora y productora                      | Documental   |
| Cumbres                | 2013 | Productora                                    | Largometraje |
| Dólares de arena       | 2014 | Directora y guionista                         | Largometraje |
| Yo                     | 2015 | Productora                                    | Largometraje |
| Mañana Psicotrópica    | 2015 | Productora                                    | Largometraje |
| El sitio de los sitios | 2016 | Productora                                    | Documental   |
| Sambá                  | 2017 | Directora                                     | Largometraje |
| Noelí en los Países    | 2017 | Directora                                     | Largometraje |
| La fiera y la fiesta   | 2019 | Codirectora                                   | Largometraje |

## Premios[6]
- Festival Internacional de Cine de Gijón

| Año  | Categoría      | Título   | Resultado |
| ---- | -------------- | -------- | --------- |
| 2007 | FIPRESCI Prize | Cochochi | Ganador   |

- Festival Internacional de Cine de Toronto

| Año  | Categoría       | Título   | Resultado |
| ---- | --------------- | -------- | --------- |
| 2007 | Discovery Award | Cochochi | Ganador   |

- Festival Internacional de Cine Independiente de Buenos Aires

| Año  | Categoría                 | Título      | Resultado |
| ---- | ------------------------- | ----------- | --------- |
| 2008 | Premio a Derechos Humanos | Cochochi    | Ganador   |
| 2011 | Premio SIGNIS             | Jean Gentil | Ganador   |

- Festival de Cine de Gramado

| Año  | Categoría                                                                                   | Título      | Resultado |
| ---- | ------------------------------------------------------------------------------------------- | ----------- | --------- |
| 2008 | Mejor Largometraje (Golden Kikito)                                                          | Cochochi    | Ganador   |
| 2008 | Competencia de Largometrajes Latinos (Kikito Critics Prize)                                 | Cochochi    | Ganador   |
| 2011 | Competencia de Largometrajes Latinos / Técnica Excelente de Lenguaje (Kikito Critics Prize) | Jean Gentil | Ganador   |

- Festival de Cine de Jeonju

| Año  | Categoría                                | Título      | Resultado |
| ---- | ---------------------------------------- | ----------- | --------- |
| 2008 | Competencia Internacional (Woosuk Award) | Cochochi    | Ganador   |
| 2011 | Competencia Internacional (Woosuk Award) | Jean Gentil | Nominado  |

- Festival de Cine de Miami

| Año  | Categoría                                      | Título      | Resultado |
| ---- | ---------------------------------------------- | ----------- | --------- |
| 2011 | Guion (Jordan Alexander Kessler Award)         | Jean Gentil | Ganador   |
| 2011 | Competencia Ibero Americana (Grand Jury Prize) | Jean Gentil | Nominado  |

- Festival Latinoamericano de Cine de Toulouse

| Año  | Categoría           | Título   | Resultado |
| ---- | ------------------- | -------- | --------- |
| 2008 | Primer Largometraje | Cochochi | Ganador   |
| 2008 | Grand Prize         | Cochochi | Ganador   |

- Festival de Cine de Venecia

| Año  | Categoría          | Título      | Resultado |
| ---- | ------------------ | ----------- | --------- |
| 2010 | Mejor Largometraje | Jean Gentil | Nominado  |

- Festival "Nantes Three Continents"

| Año  | Categoría           | Título           | Resultado |
| ---- | ------------------- | ---------------- | --------- |
| 2010 | Golden Montgolfiere | Jean Gentil      | Nominado  |
| 2014 | Golden Montgolfiere | Dólares de Arena | Nominado  |

- Festival Latinoamericano de Cine de Lima

| Año  | Categoría          | Título      | Resultado |
| ---- | ------------------ | ----------- | --------- |
| 2011 | Special Jury Prize | Jean Gentil | Ganador   |
| 2011 | Mejor Largometraje | Jean Gentil | Ganador   |

- Festival de Cine de Las Palmas

| Año  | Categoría               | Título      | Resultado |
| ---- | ----------------------- | ----------- | --------- |
| 2011 | Golden Lady Harimaguada | Jean Gentil | Ganador   |

- Festival de Cine de Cairo

| Año  | Categoría                                                   | Título           | Resultado |
| ---- | ----------------------------------------------------------- | ---------------- | --------- |
| 2014 | Competencia Internacional de Largometrajes (FIPRESCI Prize) | Dólares de Arena | Ganador   |

- Festival de Cine de Palm Springs

| Año  | Categoría   | Título           | Resultado |
| ---- | ----------- | ---------------- | --------- |
| 2015 | Cine Latino | Dólares de Arena | Nominado  |

- Festival de Cine de Nashville

| Año  | Categoría                    | Título           | Resultado |
| ---- | ---------------------------- | ---------------- | --------- |
| 2015 | Narración (Grand Jury Prize) | Dólares de Arena | Nominado  |

- Festival Internacional de Cine de Fribourg

| Año  | Categoría         | Título           | Resultado |
| ---- | ----------------- | ---------------- | --------- |
| 2015 | Premio Grand Prix | Dólares de Arena | Nominado  |

- Premios Ariel, México

| Año  | Categoría                            | Título           | Resultado |
| ---- | ------------------------------------ | ---------------- | --------- |
| 2016 | Mejor Guion Cinematográfico Adaptado | Dólares de Arena | Nominado  |